# Port de Casablanca
Le port de Casablanca est le deuxième plus grand port marocain, après celui de Tanger Med.
Le premier grand port moderne du royaume a été construit à Casablanca en 1912. Ce grand tournant historique affecta de multiples façons le destin de la ville. L'ensemble du développement économique de la région, ainsi intensifié par l'activité portuaire, draina notamment les investissements nationaux et étrangers. Cela donna naissance à la capitale économique du royaume, dynamique et moderne, que l'on connaît aujourd'hui.
Afin de mieux assurer la complémentarité avec Tanger Med, une liaison ferroviaire à grande vitesse LGV Tanger-Casablanca relie les villes de Casablanca et Tanger, qui a de fait raccourci le temps de trajet entre les deux villes à 1 h 30, au lieu de 4 h 45 que proposait la ligne de chemin de fer classique.

## Histoire
Le 25 mars 1913, le groupe composé de la Compagnie Marocaine et de la société Schneider du Creusot fut déclaré adjudicataire pour 44 110 000 francs pour la construction du port. 
Ce montant représentait un rabais de 16%, ce qui était significativement plus avantageux que l'offre du soumissionnaire classé en deuxième rang , J. et G. Hersent, qui proposait un rabais de 8% seulement.
Les Alliés s'en emparèrent lors de la bataille navale de Casablanca en novembre 1942.

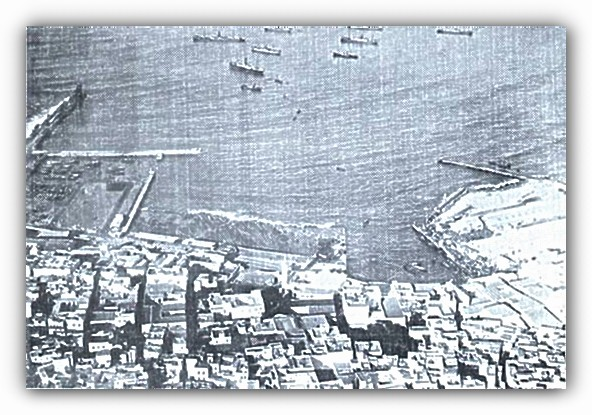
Le port en construction en 1915
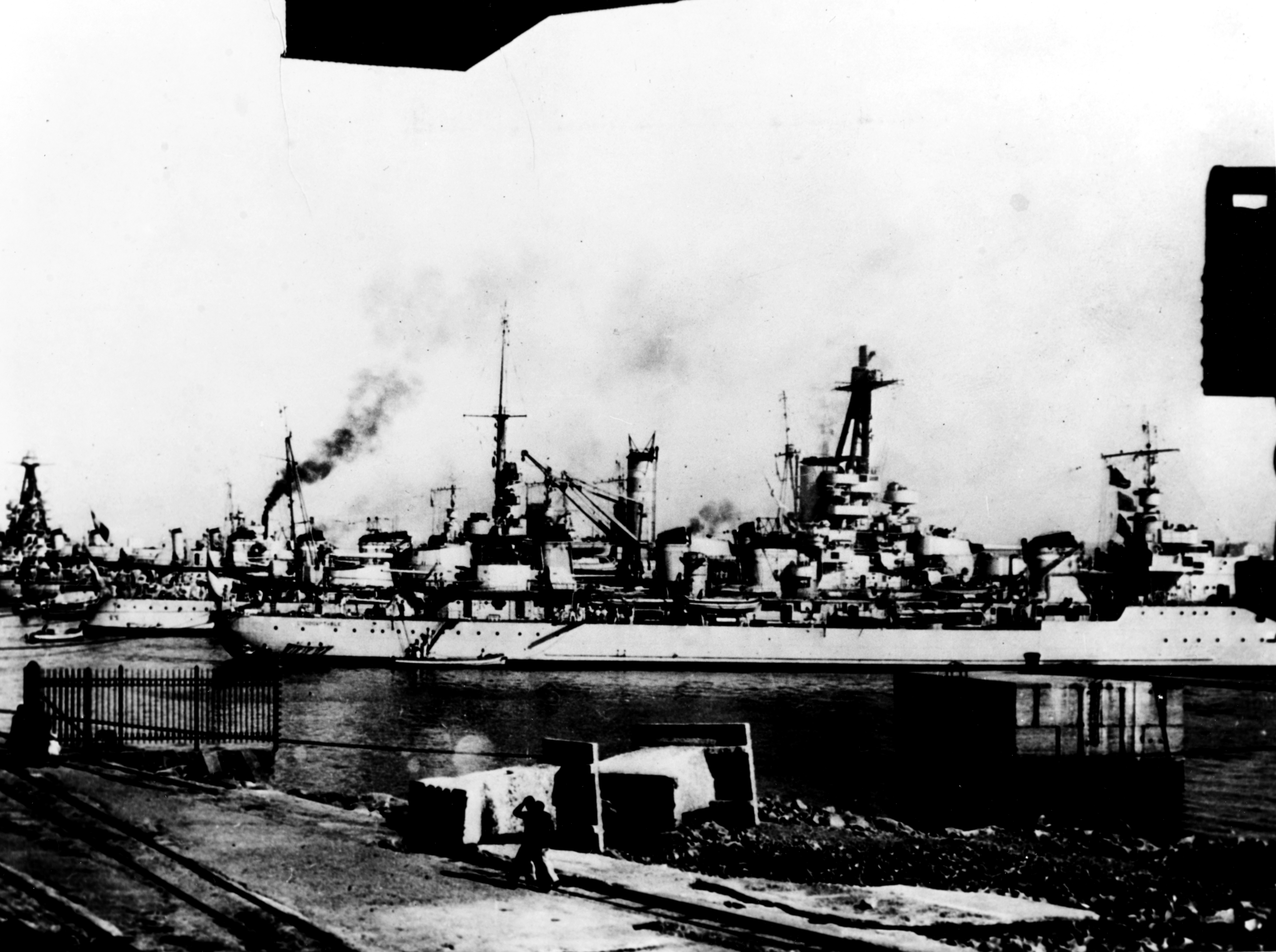
Marine de guerre française à Casablanca en 1938

## Infrastructures
Le port dispose de plusieurs terminaux à conteneurs ; 
- Terminal à conteneurs I ; d'une capacité de 700 000 conteneurs EVP, géré par Marsa Maroc
- Terminal à conteneurs II ; d'une capacité de 1 000 conteneurs EVP, géré par Somaport
- Terminal des phosphates ; d'une capacité de 19 millions de tonnes, géré par le Groupe OCP
- Terminal des Agrumes : 18,6 ha
- Terminal Minéralier et Hydrocarbures : 14,5 ha
- Terminal Roulier : 9,6 ha

## Travaux d'extension
Un troisième terminal à conteneurs est en cours de construction. Ce terminal sera adossé à la jetée des phosphates. Il sera composé de 520 m linéaires de quai, de 30 ha de terre-pleins et de 6 portiques. Sa capacité sera de l’ordre de 600 000 conteneurs EVP, ce qui portera  la capacité globale du port à 1,6 million conteneurs EVP à l’horizon 2010.
Un parking à étages pour véhicules est en cours de construction au terminal automobile du port afin d’accompagner la croissance soutenue du secteur automobile. Conçu conformément aux meilleurs standards internationaux, le parking, d'une capacité de 6 000 véhicules, consiste en un espace de stockage vertical pour véhicules, en R+3 avec terrasse exploitable, comprenant  deux  rampes, l’une au sens de la longueur pour les voitures à l’import et l’autre dans le sens de la largeur pour les voitures à l’export. Il disposera également  d’espaces dédiés aux services à valeur ajoutée.

## Galerie photos

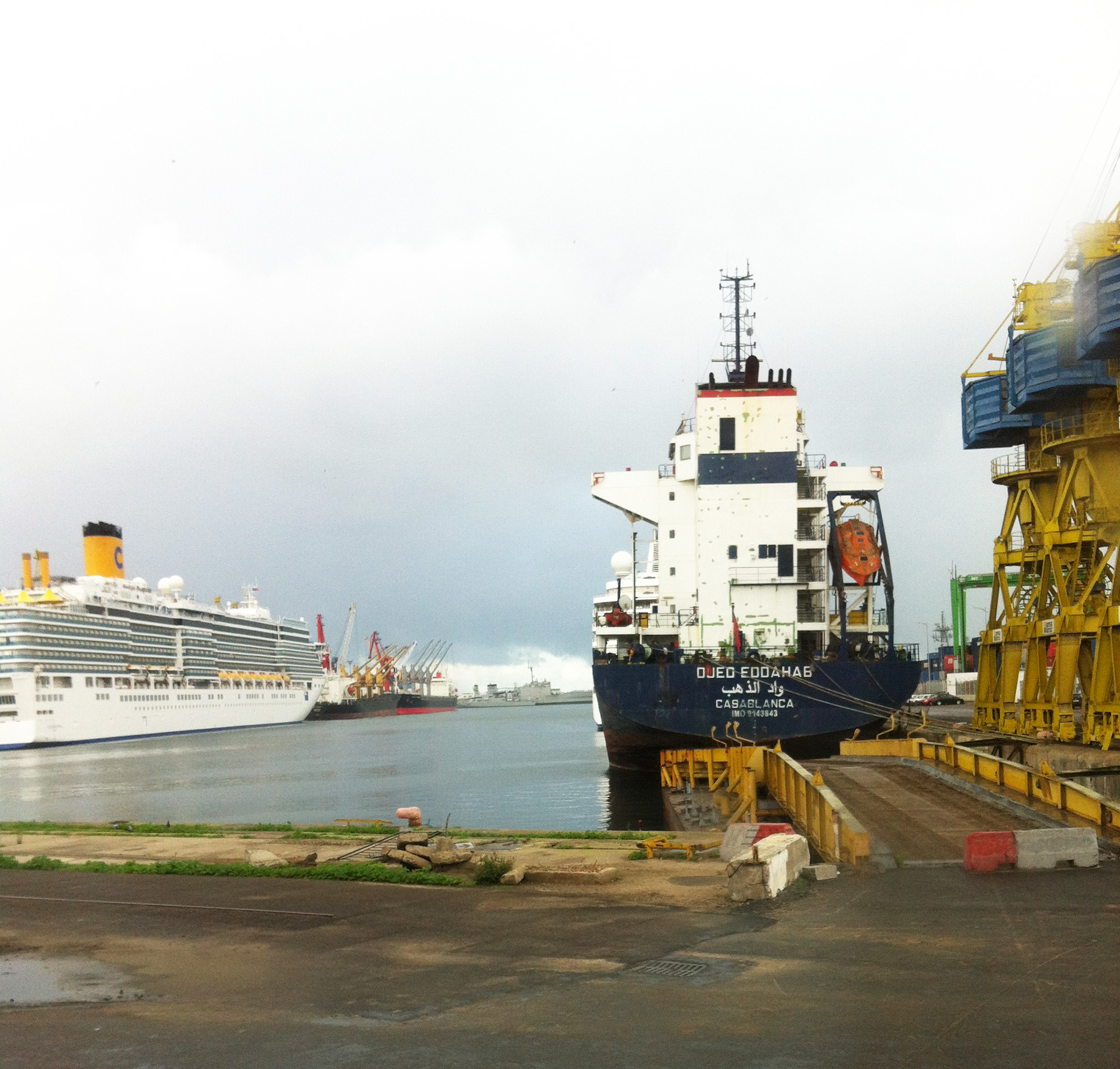
Quai à Casablanca en 2012
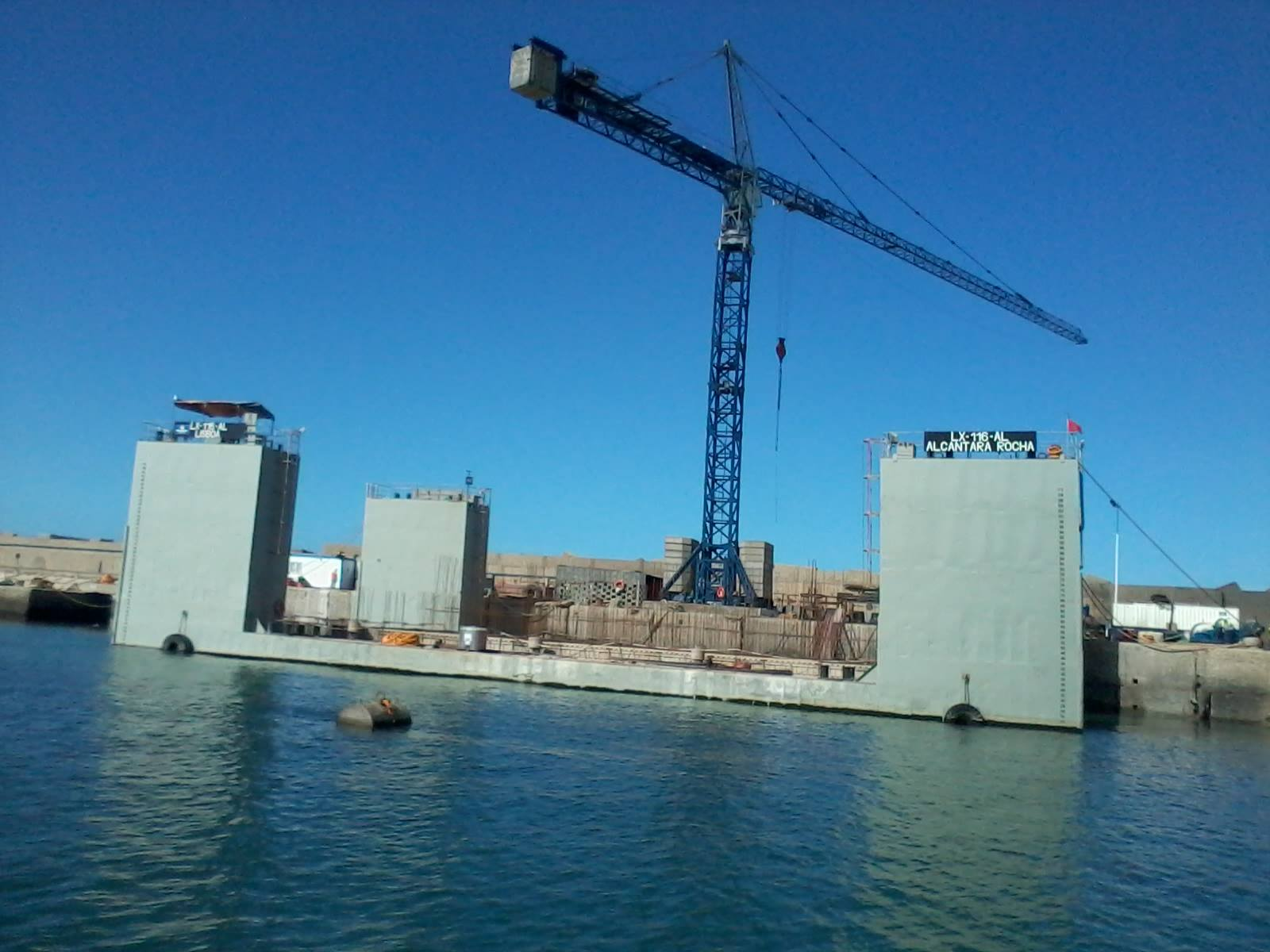
Construction de caissons flottants pour le port en 2015
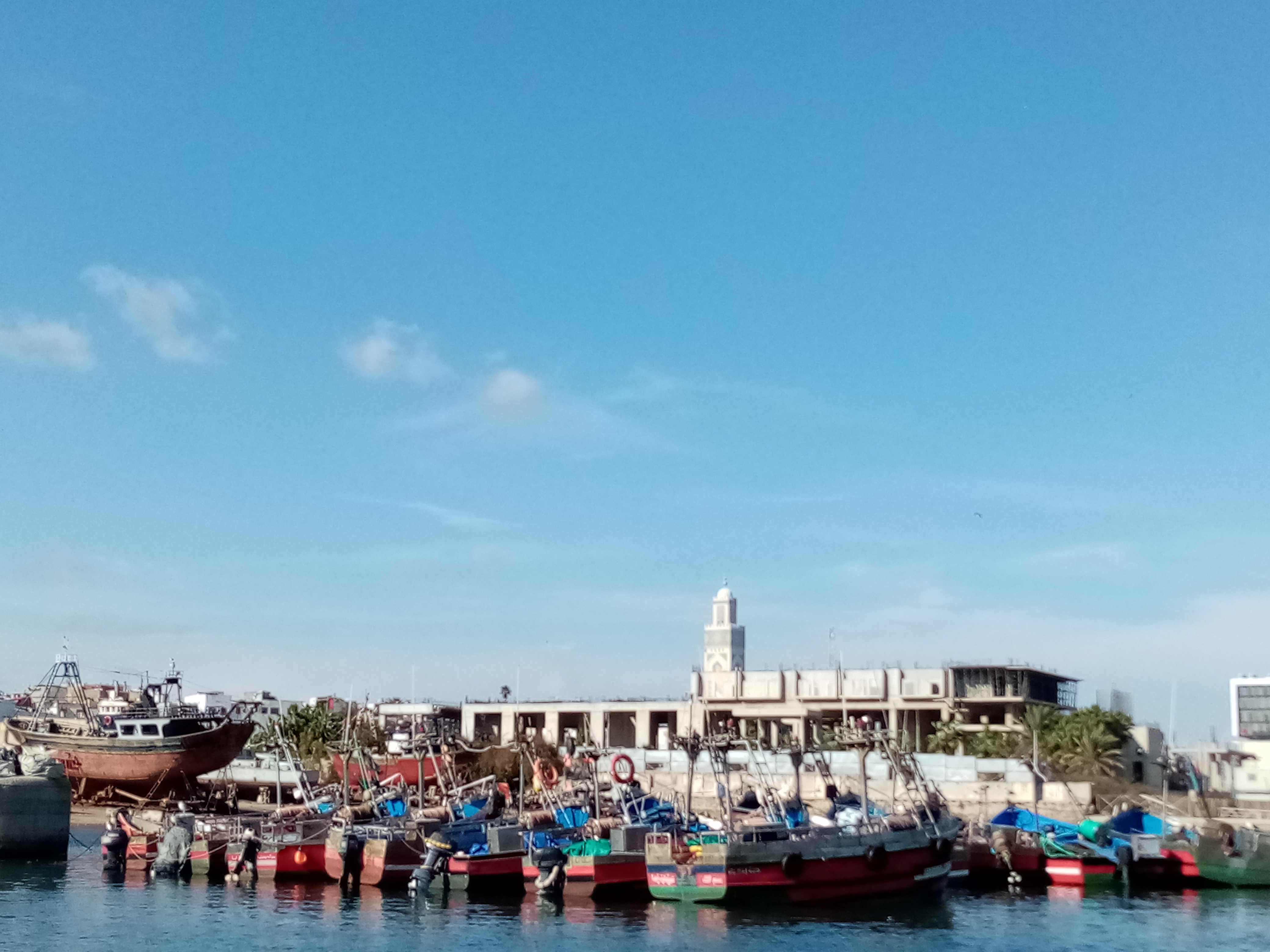
Embarcations en 2020
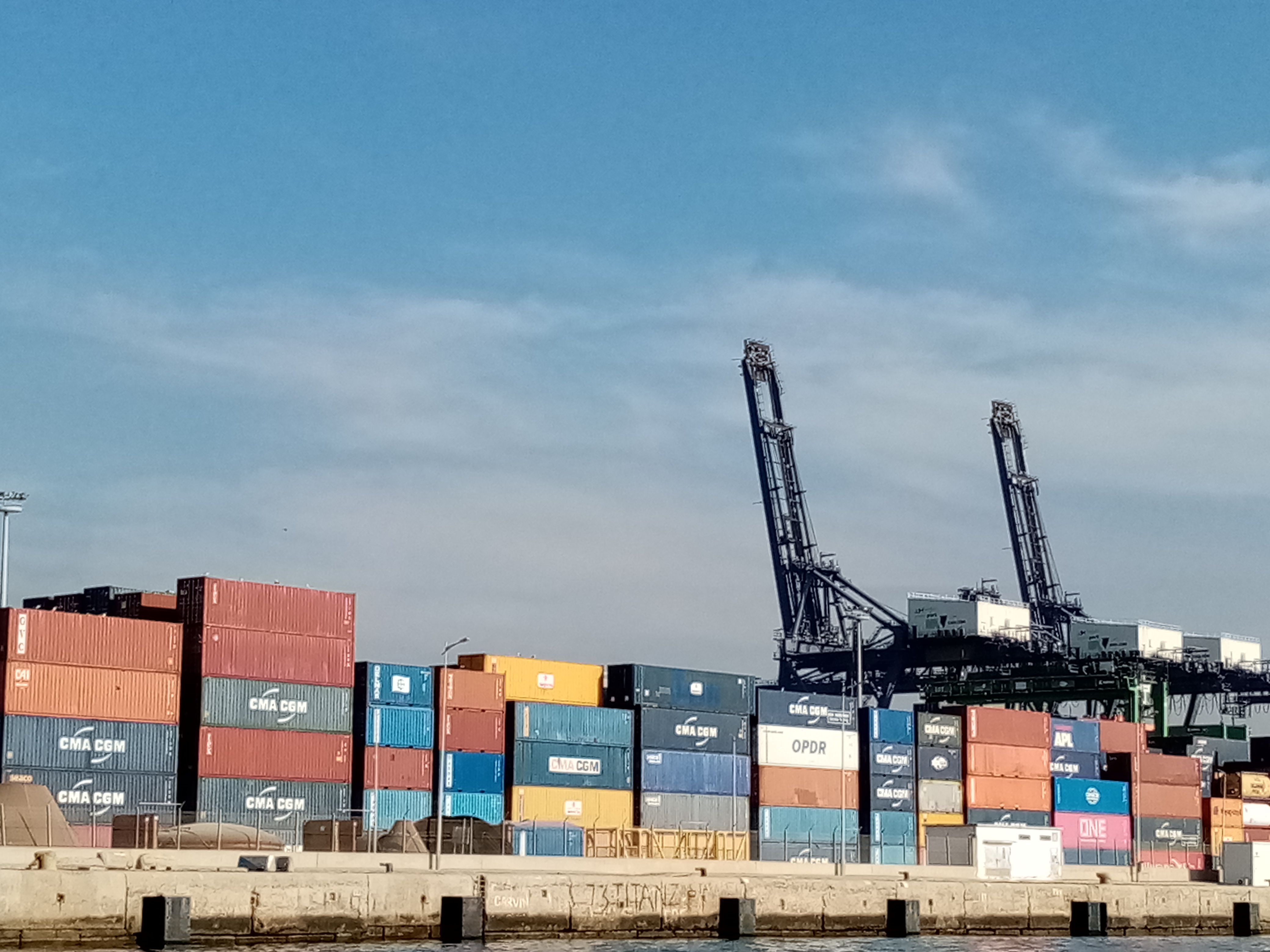
Conteneurs et portiques en 2020